# بلاد مونستر

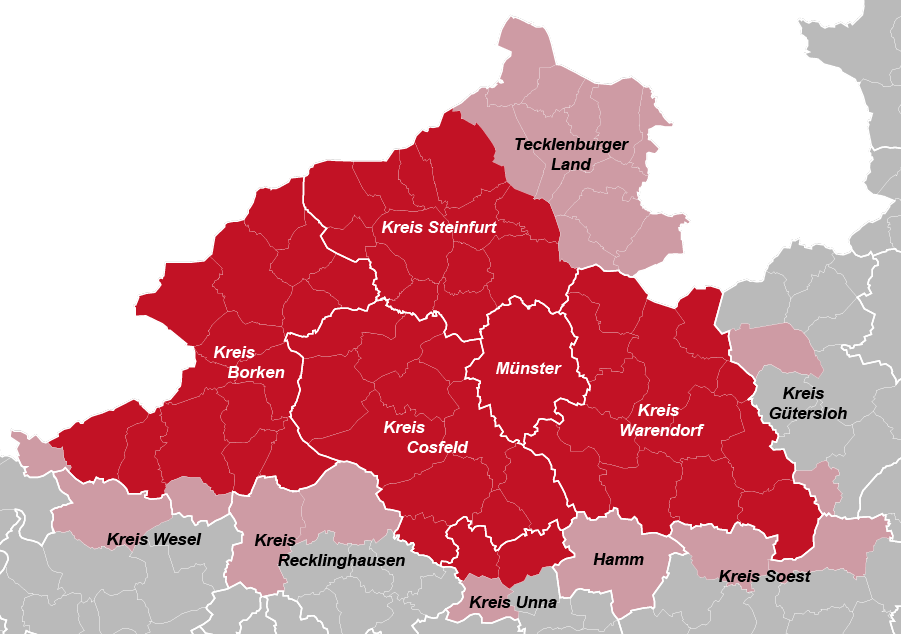
بلاد مونستر في ولاية شمال الراين - وستفاليا

بلاد مونستر أو مونسترلاند (بالألمانية: Münsterland) هي إقليم في شمالي ولاية شمال الراين - وستفاليا الألمانية مع مدينة مونستر كمركز إقليمي. لا يُعتمد لبلاد مونستر حدودا معينة، حيث تختلف هذه الحدود حسب النظرة للبلاد، أكانت تاريخية أم طبيعية أم سياسية أم مذهبية. تشكل جبال أسنينغ في الشمال الشرقي ونهر ليبه في الجنوب وحدود هولندا في الغرب الحدود التقريبية لبلاد مونستر.